# Tricalysia okelensis
Tricalysia okelensis är en måreväxtart som beskrevs av William Philip Hiern. Tricalysia okelensis ingår i släktet Tricalysia och familjen måreväxter.

## Underarter
Arten delas in i följande underarter:
- T. o. okelensis
- T. o. pubescens